# 聯洲國際
聯洲國際有限公司（EganaGoldpfeil (Holdings) Limited，港交所除牌時0048.HK）是香港上市公司，主業為鐘錶、珠寶首飾及皮具。
聯洲國際的上市首日在1993年6月25日。
聯洲國際的公司註卌地點是開曼群島，寫字樓總部在長沙灣青山道香港工業中心。
聯洲國際的高層被補，商業罪案調查科到訪其公司，涉調查其會計賬目，金額約十數億壞賬。

## 外部參考
- 聯洲國際官方網址
- 聯洲國際近況